# Территория Феццан
Территория Феццан (фр. Territoire du Fezzan), также Территория Феццан—Гадамес (Territoire du Fezzan-Ghadamès) — бывшая колония Франции, располагавшаяся на части современной республики Ливия и находившаяся под управлением Франции в период между 11 апреля 1943 года и 24 декабря 1951 года. Соглашение, подписанное между британской и французской колониальными администрациями положило конец существованию Итальянской Ливии. Феццан стал последней колонией Франции, a Великобритания установила военное правление над приморскими провинциями Киренаика и Триполитания.

## Администрация
Франция попыталась построить в Феццане ту же модель управления которая уже существовала в Алжирской Сахаре и приложила немало усилий для того чтобы в конечном счёте интегрировать регион административно и финансово с этими так называемыми Южными территориями. Уже в августе 1943 года, Французский комитет национального освобождения попросил генерала Де Голля официально аннексировать Феццан по причине его стратегической важности.
Франция начала проводить административно-территориальные манипуляции в регионе: в 1948 году город Гадамес был административно присоединён к Французскому Тунису, а Гат отошёл к Алжирской Сахаре. Ливийские националисты выражали протест против расчленения Феццана.
Впрочем, не все ливийцы были против французского режима. Так, племя Уледа Сулеймана, бежавшее в Чад во время властвования итальянцев, вернулось назад при французах. Их лидер, Ахмед Бей Сеиф получил звание мутассарифа (губернатора) территории, находящейся под контролем военного губернатора из Франции. Попытки Франции аннексировать регион натолкнулись на сопротивление США и Великобритании, а затем и СССР. Франция не получила разрешение на 10-летнее продление мандата. Под давлением великих держав, Феццан получил автономию. Ахмед Бей Сеиф был назначен главой провинции в феврале 1950 при съезде местных старейшин, а губернатор принял название резидента, в то время как французские офицеры стали «советниками».
24 декабря 1951 года Ливия получила независимость. Франция безуспешно пыталась сохранить своё военное присутствие в размере 400 военных, разделённых на три группы между тремя крупнейшими городами региона. 1 января 1952 года французская администрация покинула Феццан. Последние французские военные ушли в конце 1956 года.